# Лунная ночь (время суток)
Лунная ночь — время суток на Луне, характеризующееся полным отсутствием прямого солнечного света. Наступает один раз в синодический месяц в каждой точке её поверхности, за исключением полярных регионов.
Длительность — половина синодического месяца, то есть около 354 часов (14 земных суток и 18 часов).
На территории видимой стороны Луны местность при этом непрерывно освещается отражённым светом Земли, примерно в 15 раз более ярким, чем лунный свет земной ночи; на обратной стороне небо озарено лишь звёздами. На территориях, близких к краю лунного диска, в силу либрации, Земля может появляться у горизонта и исчезать за ним.
Из-за отсутствия на Луне атмосферы, демпфирующей суточные колебания температуры, и из-за большой длительности, лунная ночь гораздо холоднее земной: верхний слой лунного грунта ночью промерзает до −170 °C.
В постоянно затенённых регионах, расположенных в приполярных регионах спутника, ночь, при которой небо освещается лишь звёздами, длится постоянно. Именно благодаря этому фактору они способны накапливать лёд.